# Wladimir Eliasberg
Wladimir Gottlieb Eliasberg (* 10. Dezember 1887 in Wiesbaden; † 26. Februar 1969 in New York, NY) war ein deutscher Psychiater und Psychotherapeut.

## Werdegang
Wladimir Eliasberg wurde als Sohn eines deutsch-jüdischen Chemikers geboren, 1889 wurde er jedoch russischer Staatsbürger, als er mit seiner Familie für einige Jahre in Riga lebte; ab 1896 wuchs er allerdings dann in Berlin auf. Nach seinem Abitur im Jahre 1906 studierte er dort Medizin, Mathematik und Philosophie, bis er zum Sommersemester 1910 nach Heidelberg wechselte, wo er bis zum Wintersemester 1911/12 blieb und prägende Erfahrungen machte: Hier nahm er nämlich an der Psychiatrischen Universitätsklinik als Student an einer Arbeitsgruppe des jungen Assistenten Arthur Kronfeld teil, die dieser zur Diskussion der Grundlagen der Psychologischen Theorien Freuds mit seinem Freund Otto Meyerhof (der seinerseits kurz vorher bei Franz Nissl als Direktor der Klinik mit Beiträgen zur psychologischen Theorie der Geistesstörungen promoviert hatte) just zu dieser Zeit gebildet hatte – neben später so berühmten Wissenschaftlern wie den nachmaligen Nobelpreisträgern Otto Warburg und Otto Meyerhof sowie dem damals noch psychiatrisch arbeitenden Karl Jaspers und seinem Kollegen Hans W. Gruhle.
Nach seiner Approbation übernahm Eliasberg 1913 eine Tätigkeit als Schiffsarzt, schloss 1914 seine erste Ehe, aus der vier Töchter hervorgingen, und meldete sich freiwillig zum Kriegsdienst, in dem er mit dem EK I ausgezeichnet wurde. Von 1919 bis 1924 arbeitete er unter dem später im englischen Exil verstorbenen ehemaligen Mitarbeiter von Emil Kraepelin Max Isserlin in München am August-Heckscher-Hospital für gehirnverletzte Soldaten. 1924 erwarb Eliasberg zusätzlich zu seinem medizinischen Doktortitel noch den Dr. phil. und eröffnete eine Praxis als Nervenarzt in München.
1925 war er Initiator und dann – unter Mitwirkung zahlreicher namhafter psychotherapeutisch engagierter Psychiater wie o. g. Arthur Kronfeld – Organisator der ab 1926 in Deutschland bis 1931 jährlich abgehaltenen großen Allgemeinen Ärztlichen Kongresse für Psychotherapie, an denen Ärzte aus ganz Europa teilnahmen, und die am 1. Dezember 1927 in Berlin zur Gründung der europaweiten Allgemeinen Ärztlichen Gesellschaft für Psychotherapie (AÄGP) führte. Zunächst wirkte er auch als Schriftleiter der ab 1928 erschienenen Verbandszeitschrift ähnlichen Namens, die nach ihrer Umbenennung zum Zentralblatt für Psychotherapie von 1930 bis 1933 von Kronfeld und I.H.Schultz redigiert wurde, bevor mit Hitlers Machtantritt jüdische Wissenschaftler in Deutschland sofort jede öffentliche Tätigkeit einstellen mussten.
Eliasberg gab noch im gleichen Jahr die 1928 übernommene Leitung einer Privatklinik für Sprachstörungen, Heilpädagogik und Übungsbehandlung in München-Thalkirchen auf und emigrierte nach Wien, wo er an der Handelsakademie als Professor für die Psychologie der Propaganda tätig war. 1937 erhielt er in Prag eine Gastprofessur an der Akademie der politischen Wissenschaften, bevor er dann nach dem „Anschluss“ Österreichs im Jahre 1938 mit seiner Frau und den zwei jüngsten Töchtern weiter in die USA emigrierte, wo seine Schwester Helene bereits seit 1933 als Kinderärztin arbeitete. Es gelang ihm rasch, auf seinem Fachgebiet Fuß zu fassen. 1940 gründete er in New York die Association for the Advancement of Psychotherapy, deren Vorsitz er bis 1943 führte. Von 1941 bis 1944 war er als Psychiater am Mount Sinai Hospital in New York tätig. Anschließend eröffnete er eine Praxis als Psychiater, Neurologe und Psychotherapeut. Er engagierte sich in vielen ärztlichen Organisationen; so stand er u. a. 1957–1964 der American Association of Psychoanalytic Physicians als Präsident vor. Zudem war er Mitherausgeber und Begründer verschiedener wissenschaftlicher Zeitschriften. – In den fünfziger Jahren schloss er eine zweite Ehe.
Bald nach Kriegsende besuchte Eliasberg Deutschland und hielt hier auch wieder Vorträge, so auf den Lindauer Psychotherapiewochen. 1967 wurde er zum 7. Internationalen Kongress für Psychiatrie in Wiesbaden eingeladen, wobei geplant war, dass er sich in das Goldene Buch seiner Geburtsstadt eintragen sollte, gleichzeitig hätte er anlässlich seines 80. Geburtstages auf dem genannten Kongress geehrt werden sollen. Aus gesundheitlichen Gründen konnte er jedoch die Reise nach Deutschland nicht mehr antreten; er starb zwei Jahre später in New York an den Folgen eines Herzinfarktes.

## AÄKP und AÄGP
Die zeitgeschichtlich größte Leistung Eliasbergs liegt darin, dass es ihm Mitte der Zwanziger Jahre gelang, für die vielfältigen psychotherapeutischen Ansätze der damaligen Zeit – die weit über die Psychiatrie hinaus in der gesamten Medizin im Rahmen psychosomatischer Überlegungen reflektiert und diskutiert wurden – in den bewusst allgemein genannten Kongressen und der sie tragenden Gesellschaft für Psychotherapie ein organisatorisches Fundament zu schaffen und in ihrem Publikationsorgan ein Forum für den wissenschaftlichen Austausch. Er etablierte damit eine Alternative zu den Schulbildungen in diesem Bereich, die sich um bedeutende Pioniere der Psychotherapie wie Sigmund Freud, Alfred Adler, Wilhelm Stekel und andere wie C.G.Jung gebildet hatten.
Unter Beibehaltung dieses schulenübergreifenden Charakters wurde sie zwar im Dritten Reich von "deutschen" Psychotherapeuten zur Propagierung nationalsozialistischen Gedankenguts missbraucht und verlor damit weitgehend ihre Bedeutung. Nach dem Zusammenbruch der nationalsozialistischen Gewaltherrschaft wurde sie aber 1948 von ihrem letzten Vorsitzenden vor 1933 Ernst Kretschmer in Marburg wiedergegründet und die Lindauer Psychotherapiewochen ins Leben gerufen, die sich in der Folgezeit zur bedeutendsten Psychotherapie-Fortbildungsveranstaltung Europas entwickelten und es bis heute geblieben sind. Auf Kretschmers Initiative wurde 1951 mit der Zeitschrift für Psychotherapie und Medizinische Psychologie auch wieder ein Verbandsorgan der AÄGP geschaffen. In diesen Formen besteht das Werk von Eliasberg bis heute weiter.

## Veröffentlichungen
Wladimir Eliasberg hinterließ ein umfangreiches wissenschaftliches Œuvre auf den Gebieten der Psychologie, Psychotherapie, Forensik, Arbeitspathologie und Psychotechnik; auf neurologischem Gebiet hat er vor allem zu den Aphasien gearbeitet, Störungen des Sprachverständnisses und der Sprachfähigkeit, deren Ursachen in Hirnschädigungen liegen. Sein wissenschaftlicher Nachlass befindet sich heute in der Sam Houston State University in Huntsville, Texas. Erwähnenswert sind folgende Publikationen:
- 1924: Grundriss einer allgemeinen Arbeitspathologie
- 1927 (Hrsg.): Psychotherapie. Bericht über den I. Allgemeinen Ärztlichen Kongreß für Psychotherapie in Baden-Baden, 17.–19. April 1926. (Mit Teilnehmer-Verzeichnis) Marhold, Halle
- 1927 (Hrsg.): Bericht über den II. Allgemeinen Ärztlichen Kongress für Psychotherapie in Bad Nauheim, 27. bis 30. April 1927. (Mit Teilnehmerverzeichnis) Hirzel, Leipzig
- 1929 (Hrsg.): Bericht über den III. Allgemeinen Ärztlichen Kongreß für Psychotherapie in Baden-Baden, 20. bis 22. April 1928. (Mit Teilnehmerliste sowie Mitgliederverzeichnis der Allgemeinen Ärztlichen Gesellschaft für Psychotherapie – geographisch und alphabetisch geordnet) Hirzel, Leipzig
- 1936: Reklamewissenschaften. Ein Lehrbuch auf soziologischer, volkswirtschaftlicher und psychologischer Grundlage
- 1954: Early Criticisms of Freud's Psychoanalysis. Psychoanal.Rev. 41, 347–353
- 1956: Allgemeine ärztliche Gesellschaft für Psychotherapie 1926-1931. History of six congresses. Am.J.Psychiat. 112, 738–740
- 1957: Towards a Philosophy of Propaganda
- 1959: Social Psychiatry
- 1969: Violence